# Vanesa Massetani
Vanesa Laura Massetani (Casilda, 3 de marzo de 1982) es una abogada, mediadora y política argentina, que se desempeña como Diputada Nacional del Frente Renovador por la provincia de Santa Fe.

## Biografía

### Comienzos
Cursó sus estudios en la Escuela Enseñanza Media nro. 202 Manuel Leiva de su ciudad natal. Se muda a Rosario para estudiar Derecho y en el año 2009 egresa como abogada de la Facultad de Derecho de la Universidad Católica Argentina. Comienza sus actividades profesionales y se desempeña como mediadora. Participa activamente en el colegio de abogados de Rosario, integrando la comisión de jóvenes, y llevando adelante diferentes proyectos. 
En el 2015 se integra al Frente Renovador, espacio político conducido por Sergio Massa. Participó activamente de la campaña a intendente en la ciudad de Rosario apoyando la candidatura de Grandinetti al Palacio de los Leones.  En la campaña a diputados nacionales integró la lista participando en segundo lugar, y resulta elegida obteniendo la lista 407.296 votos.
Lidera el espacio de Mujeres del Frente Renovador en la Provincia de Santa Fe.

### Diputada Nacional (2015-en el cargo)
En diciembre de 2015 asume su cargo como Diputada Nacional por la provincia de Santa Fe, integrando el bloque Federal Unidos por Una Nueva Argentina, una coalición política argentina fundada en 2015, a partir del acuerdo establecido entre Sergio Massa y José Manuel de la Sota.
Es miembro de las comisiones de Legislación General; Legislación Penal; Defensa del Consumidor, del Usuario y de la Competencia y la de Recursos Naturales y Conservación del Ambiente Humano. 
Asimismo integra desde sus comienzos la Comisión Bicameral de Monitoreo e Implementación del Nuevo Código Procesal Penal de la Nación -creada por el Artículo 7º de la Ley Nº 27.063- la que conformada por 8 Senadores y 8 Diputados la encuentra como única representante por la Provincia de Santa Fe. La Comisión cuenta con variadas funciones a fin de evaluar, controlar y proponer la adecuación legislativa necesaria para la mejor implementación del nuevo Código Procesal Penal de la Nación, el que entrará en vigencia de conformidad a un cronograma de aplicación progresiva que establecerá la Comisión en conjunto con el Ministerio de Justicia y Derechos Humanos de la Nación y el Consejo de la Magistratura de la Nación. En la decimotercera reunión de Comisión celebrada el 30 de mayo de 2017, la legisladora mocionó y consiguió el apoyo de la Comisión para que parte de su distrito fuera incorporado a la próxima etapa del cronograma de capacitaciones sobre el nuevo Código Procesal Penal. Este proceso coloca a la Provincia de Santa Fe entre las jurisdicciones más importantes en avanzar en la implementación del nuevo Código Procesal Penal de la Nación.
En noviembre de 2016 presentó un proyecto para declarar el estado de Emergencia Alimentaria y Nutricional para todo el país para “garantizar el acceso y la provisión de alimentos nutritivos y de calidad a la población del territorio nacional”.
En julio del 2017, junto a todos los diputados del Bloque del Frente Renovador, renuncia a sus fueros legislativos, ya que los considera, al igual que Sergio Massa, que son un privilegio y que se debe terminar con la idea de que el parlamento es el lugar donde se refugian aquellos que quieren evadir a la Justicia.